# Saint-Cyr-le-Gravelais
Saint-Cyr-le-Gravelais è un comune francese di 553 abitanti situato nel dipartimento della Mayenne nella regione dei Paesi della Loira.

## Società

### Evoluzione demografica
Abitanti censiti